# Université Pablo de Olavide
L’université Pablo de Olavide (en espagnol : Universidad Pablo de Olavide, UPO) est une université publique située à Séville, en Espagne, et fondée en 1997.